# 16. juli
16. juli er dag 197 i året i den gregorianske kalender (dag 198 i skudår). Der er 168 dage tilbage af året.
Susannes dag. Måske den kvinde, som var gift med Joachim i Babylon, og blev frelst af profeten Daniel for falske anklager om utroskab.

### Begivenheder
Født - Dødsfald
- 622 - Muhammed begynder sin hidjra fra Mekka til Medina. Islamisk kalender begynder denne dag.
- 1820 - Studenterforeningen stiftes.
- 1853 - 212 københavnere dør denne dag af kolera. Samme dag skriver justitiarius Adolph Drewsen beroligende til den ængstelige H.C. Andersen, at "ganske vist er det alvorlige tider, men København ligner i det store hele sig selv". Tre dage senere rammes også det fornemme Bredgadekvarter, hvor Drewsen bor.
- 1903 - Danmark sætter kulderekord i juli med -0,9 °C målt ved Silkeborg.
- 1910 - Franskmanden Octave Lapize vinder årets Tour de France.
- 1945 - Verdens første atombombe bliver prøvesprængt i ørkenen ved den såkaldte Trinitytest nær Alamogordo, New Mexico, USA.
- 1948 - Nazareth kapitulerer til israelske styrker i Israels uafhængighedskrig.
- 1950 - Uruguay bliver verdensmestre i fodbold for anden gang ved at besejre værtsnationen Brasilien med 2-1 i finalen. 199.854 tilskuere overværer finalekampen på Maracanã stadion i Rio de Janeiro.
- 1960 - Otte danske fodboldlandsholdsspillere mister livet ved en flyulykke kort efter starten fra Kastrup Lufthavn.
- 1965 - Efter 6 års arbejde åbnes den 11,6 km lange Mont Blanc Tunnel mellem Frankrig og Italien.
- 1979 - Saddam Hussein overtager magten i Irak.
- 1987 - Sydkorea rammes af en orkan, der koster mindst 200 livet.
- 1988 - Tre omkommer ved en sammenstyrtning i Thingbæk kalkminer ved Rebild i Jylland. De omkomne er en ét-årig dreng, hans mor og morbror.
- 1988 - I Indianapolis, USA, sætter amerikaneren Florence Griffith-Joyner ny verdensrekord i 100 meter løb for kvinder, da hun løber på 10,49 sekunder. Hendes landsmand Evelyn Ashford havde den tidligere rekord på 10,79 sekunder.
- 1990 - Malta søger under ledelse af premierminister Edward Fenech Adami om optagelse i det Europæiske Fællesskab.
- 1992 - Arkansas-guvernøren Bill Clinton udpeges til præsidentkandidat for demokraterne i USA ved partiets konvent i New York City.
- 1994 - Borgerkrigen i Rwanda slutter.
- 2005 - Den sjette Harry Potter bog, Harry Potter og Halvblodsprinsen, udkommer på engelsk.
- 2011 - Take That aflyser koncert i Parken i København da Robbie Williams er ramt af en maveforgiftning, dagen før spillede de en anmelderrost udsolgt koncert også i Parken.

### Født
- 1723 - Joshua Reynolds, maler og medstifter af Royal Academy (død 1792).
- 1782 - Sophie Ørsted, dansk muse (død 1818).
- 1828 - Enrico Mylius Dalgas, dansk direktør og officer (død 1894).
- 1860 - Otto Jespersen, dansk sprogforsker (død 1943).
- 1872 - Roald Engelbregt Gravning Amundsen,norsk polarforsker (død 1928)
- 1908 - Else Brems, kgl. dansk kammersanger (død 1995).
- 1910 - Arne Bruun Rasmussen, dansk auktionsholder (død 1985).
- 1916 - Tage Hind, dansk højskolemand og lektor (død 1996).
- 1917 - Jytte Borberg, dansk forfatterinde (død 2007)
- 1929 - Grethe Sønck, dansk sangerinde og skuespillerinde (død 2010)
- 1933 - Rita Angela, dansk skuespillerinde (død 2020).
- 1934 - Povl Ole Fanger, dansk professor (død 2006)
- 1943 - Lene Tiemroth, dansk skuespillerinde (død 2016).
- 1944 - Preben Boye, dansk maler og billedhugger (død 2014)
- 1949 - Jan Hurtigkarl, mesterkok.
- 1964 - Miguel Indurain, tidligere spansk cykelrytter, vinder af Tour de France 5 gange.
- 1967 - Will Ferrell, amerikansk skuespiller

### Dødsfald
- 1985 - Heinrich Böll, vesttysk forfatter (født 1917).
- 1989 - Herbert von Karajan, østrigsk dirigent (født 1908).
- 1990 - Mogens Fog, modstandsmand og professor (født 1904).
- 2001 - Morris, belgisk tegner (født 1923).
- 2008 - Per Henriksen, dansk skibsreder (født 1919).

|  | Denne datoartikel kan blive bedre, hvis der indsættes et (bedre) billede Du kan hjælpe ved at afsøge Wikimedia Commons for et passende billede eller uploade et godt billede til Wikimedia Commons iht. de tilladte licenser og indsætte det i artiklen. |